# AGA-Herd

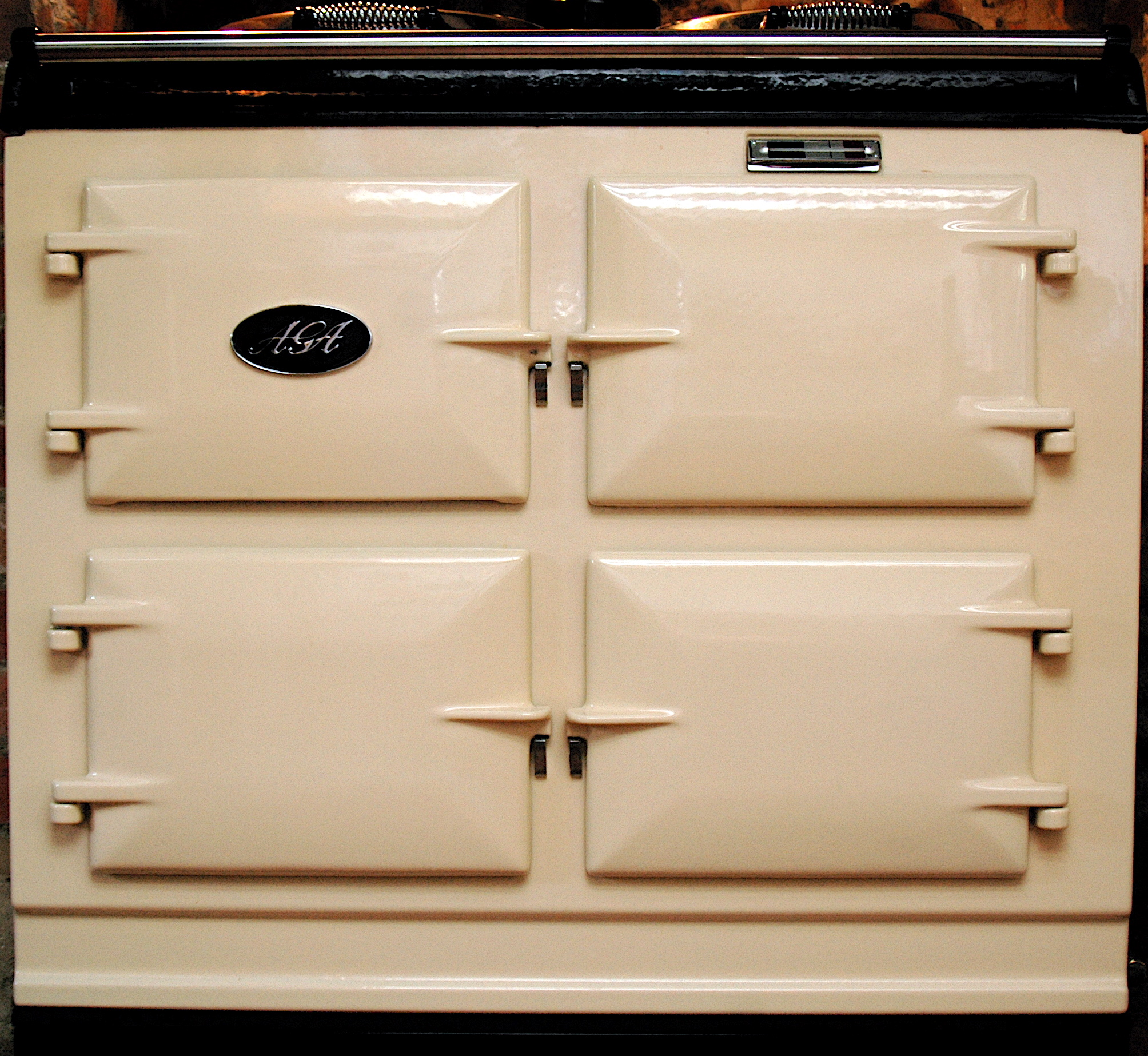
Moderner 3-Ofen-AGA

Der AGA-Herd ist ein Wärmespeicherofen und Kochherd.
Er wurde 1929 vom schwedischen Nobelpreisträger für Physik Gustaf Dalén entwickelt, der als Leitender Ingenieur bei der schwedischen Aktiebolaget Gas-Accumulator (AGA) beschäftigt war. Im Jahr 2009 wurden die Herde vom früheren britischen Lizenznehmer der AGA, der Aga Rangemaster Group, unter Aga-Rayburn vertrieben, die nach eigenen Angaben um 2000 Herde pro Jahr produzierte, die sich besonders in englischen Landhäusern einiger Beliebtheit erfreuten.
Der Herd basiert auf einer schweren, traditionellen Gusseisenkonstruktion. Ausgehend von einer Wärmespeichertechnik ist eine zentrale Wärmequelle mit zwei großen Kochplatten und zwei Öfen zu einer Einheit kombiniert. Die Kochplatten werden unterschieden in eine hoch erhitzbare und eine Siedeplatte, die auch als Grillplatte genutzt werden kann. Schwere, aufklappbare Isolierabdeckungen für diese dauergeheizten Platten gelten als Charakteristikum der AGA-Herde.
Die Idee der unterschiedlichen Hitzen wiederholt sich bei den Öfen. Zur Grundausstattung gehören ein Bratofen und ein Schmorofen. Bei den größeren Herden kommen ein Backofen und ein Wärmofen hinzu. Die Herde werden kontinuierlich befeuert, die einzelnen Kochbereiche haben keine Regler. Allenfalls ist eine Regulierung vorhanden, die eine „Urlaubsabsenkung“ oder Abschaltung erlaubt.

Bei der ursprünglichen Konstruktion wurde die Wärmequelle mit Kohle befeuert. Die modernen AGA-Herde können wahlweise mit Gas oder elektrisch beheizt werden. Der Hersteller gibt eine permanente Leistung von 0,86 kW an.

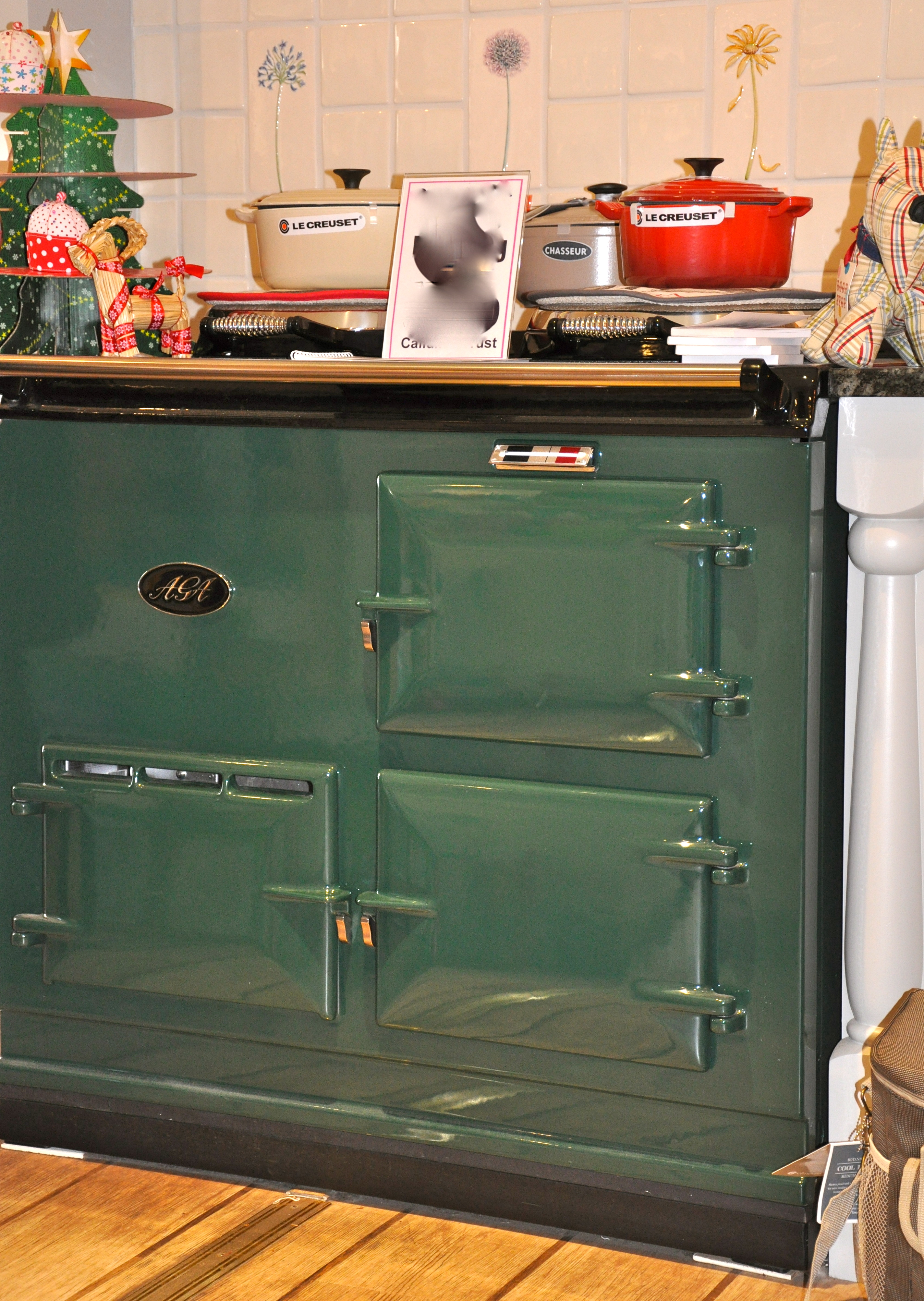
AGA-Herd in einem schottischen Küchenzentrum

## Geschichte
1912, dem Jahr seiner Nobelpreisverleihung, wurde Dalén bei einer Explosion während eines Versuchsprogramms bei AGA schwer verletzt und verlor sein Augenlicht. Während der Genesung verbrachte er viel Zeit zu Hause und erfuhr so, welchen Aufwand seine Frau für das Kochen betreiben musste. Obwohl erblindet fühlte er sich gefordert, einen Herd zu entwickeln, der alle wesentlichen Kochtechniken auf einfache Weise ermöglichte und gleichzeitig auch zum Heizen geeignet war.
Die Konstruktion des Herdes war Daléns Hobby, fand in der kargen Freizeit statt. 1929 kam der Herd auf den Markt und stellte mit einem Energieverbrauch von nur acht Pfund Kohle in 24 Stunden angesichts seiner Koch- und Heizleistungen damals eine kleine Sensation dar und machte ihn – besonders in England – rasch populär.
In den 1970er Jahren strukturierte sich die AGA neu und konzentrierte sich auf das Gasgeschäft. Den Rest und damit auch die Produktion des Herdes gab sie ab.
In den 1970er Jahren verdrängten die aufkommenden Zentralheizungen die bis dahin üblichen Ofenheizungen. Damit wurden auch die AGA-Herde zunehmend als unzeitgemäß, sowohl im Konzept als auch im Design und Energieverbrauch eingestuft. Das Geschäft mit ihnen war entsprechend rückläufig. Da sich besonders in England eine in traditionellen Landhäusern lebende, konservative Kundschaft erhielt, übernahm der dortige Lizenznehmer die gesamte Produktion und den weltweiten Vertrieb.
Im 21. Jahrhundert erfreute sich der Herd dank seines als „retro“ empfundenen Designs, seiner schweren Konstruktion und seiner Kocheigenschaften und je nach Lage und Art des Hauses auch wegen des Heizkonzeptes wieder zunehmender Beliebtheit, besonders im Jahr 2009.

## Trivia
Die englische Schriftstellerin Joanna Trollope wurde 1992 für ihre im ländlichen Mittelschichtenmilieu angesiedelten Romane als „Queen of the Aga Saga“ bezeichnet.
Der AGA-Herd ist Gegenstand der Verkaufsanleitung „The Theory & Practice of Selling the Aga Cooker“ des Werbepioniers David Ogilvy, die er im Jahr 1935 schrieb.